# Pyramidophorus flavoguttatus
Pyramidophorus flavoguttatus är en stekelart som beskrevs av Peter Friedrich Ludwig Tischbein 1882. Pyramidophorus flavoguttatus ingår i släktet Pyramidophorus och familjen brokparasitsteklar. Arten är reproducerande i Sverige. Inga underarter finns listade i Catalogue of Life.